# اولگ وویکو
اولگ وویکو (اوکراینی: Олег Євгенович Войко؛ زادهٔ ۲۵ مارس ۱۹۸۰) رقصنده روی یخ اهل اوکراین است. وی همچنین از اسکیت‌بازان نمایشی در بازی‌های المپیک زمستانی ۲۰۰۲ و ۲۰۰۶ بوده‌است.